# Syen-Venn
Koordinaten: 52° 21′ 55″ N, 7° 6′ 17″ O
Das Syen-Venn ist ein ausgedehntes Moor- und Grünlandgebiet im Südwesten des Landkreises Grafschaft Bentheim in Niedersachsen. Das Gebiet liegt zwischen Nordhorn und Bad Bentheim im Süden der Nordhorner Sandebene, die hier an die Bentheimer Höhen und den 68 Meter hohen Isterberg stößt und nach Westen und Osten von Endmoränen der Weichsel-Kaltzeit begrenzt wird. Es ist der Rest eines ehemals etwa 600 Hektar großen Hochmoorkomplexes, das sich im Atlantikum zu bilden begann. Erst im Subatlantikum vermoorte das Gebiet flächig. Die Torfmächtigkeiten des Syen-Venn betrugen rund drei Meter. Das Hochmoor war von weiten Heideflächen, Binnendünen und Moorbildungen umgeben.
Das Hochmoor wurde vom Rand aus über Jahrhunderte entwässert und abgetorft, über lange Zeit jedoch nur in Form einer Allmende als bäuerlicher Handtorfstich. Auf abgetorften Bereichen wurde teilweise Buchweizen angebaut. Die Randbereiche des Moores wurden als Schaf- und Bienenweide genutzt. Eine weitere Nutzung des Gebietes war der Plaggenhieb. Da bis in die erste Hälfte des 20. Jahrhunderts eine großflächige Entwässerung des Moorkörpers mangels Entwässerungsgräben nicht möglich war, wurde das Gebiet zunächst nicht planmäßig kultiviert.
Erst 1936 gründete sich die „Wassergenossenschaft zur Entwässerung des Syenvenn“. Im selben Jahr wurde ein sanft aufgewölbter Hochmoorkörper, der im Zentrum des Gebietes erhalten geblieben war, als Naturschutzgebiet „Syen-Venn“ ausgewiesen. Große Teile des abgetorften Moores wurden anschließend entwässert und kultiviert. In der Zeit vor dem Zweiten Weltkrieg erfolgte der Aushub der Entwässerungsgräben in Handarbeit zur östlich verlaufenden Vechte. Während des Zweiten Weltkrieges kamen die Arbeiten zum Erliegen und wurden erst 1951 wieder aufgenommen. Jetzt erfolgten Torfstich und der Bau von Entwässerungsgräben, diesmal in nördliche und westliche Richtung zur Dinkel, maschinell. Bis 1958 wurde auch ein Ringgraben um den zentralen Moorkörper fertiggestellt. Durch Entwässerung und Torfabbau in den Vorkriegsjahren und nach dem Zweiten Weltkrieg konnten rund 380 Hektar kultiviert werden. Nach einer Verlegung der Grenze des Naturschutzgebietes im Jahr 1956 wurden weitere rund 80 Hektar ehemaliges Moor zu Grünland umgebrochen.
Auf den ungenutzten Flächen breiteten sich mehr Trockenheit vertragende Arten wie Glockenheide und Scheidenwollgras und mit weiterer Entwässerung Besenheide und Blaues Pfeifengras aus, bevor sich schließlich infolge der Sukzession ein Birkenmoorwald ausbreitete.
Ende der 1970er- und Anfang der 1980er-Jahre wurde der Versuch unternommen, durch eine Folie, die an der dem Naturschutzgebiet zugewandten Grabenseite eingelassen wurde, den Abfluss mooreigenen Wassers zu verhindern. Durch die Folie konnte zwar der oberflächennahe Abfluss in den Synnvenn-Randgraben gehemmt werden, sie hat jedoch keinen Einfluss auf das unterirdische Versickern von Wasser in den sandigen Untergrund. Dieser könnte nur durch ein Verschließen des Randgrabens und ein Anheben des Grundwasserspiegels eingedämmt werden.
Das Naturschutzgebiet ist nahezu vollständig von einem rund 250 Hektar großen Grünlandgürtel umgeben, der als Lebensraum für Wiesenvögel extensiv bewirtschaftet wird. Zur Verbesserung der Lebensbedingungen von Wiesenvögeln wurden Ackerflächen zu Grünland umgewandelt, Gräben zugeschüttet und Wiedervernässungsmaßnahmen durchgeführt sowie mehrere Blänken angelegt. In der Folge nahmen Arten des Nass- und Feuchtgrünlandes zu, die vielfach aus Restbeständen artenreicher Vegetation in den Randbereichen des Grünlandes in die Flächen eingewandert sind. So sind u. a. Wiesensegge, Gewöhnliche Sumpfbinse, Brennender Hahnenfuß und Hundsstraußgras zu finden. Auch das Wiesenschaumkraut hat zum Teil deutlich zugenommen. Die angelegten Blänken haben sich vielfach in kurzer Zeit zu artenreichen Lebensräumen entwickelt. Zur Pflege werden die Böschungen einschürig gemäht, um eine zu starke Ausbreitung der Flatterbinse zu unterdrücken. Zusätzlich erfolgt im Spätherbst ein Mulchen der Böschungen.
Die Grünlandbereiche sind Lebensraum u. a. für Austernfischer, Großer Brachvogel, Uferschnepfe, Bekassine und Kiebitz. Weiterhin sind Neuntöter, Pirol, Braun- und Schwarzkehlchen und Wiesenpieper im Syen-Venn heimisch.
Der Grünlandgürtel wird von der Stiftung Feuchtgebiet Syen-Venn, einer rechtsfähigen Stiftung des bürgerlichen Rechts, die im Juni 1986 durch den Landkreis Grafschaft Bentheim errichtet wurde, betreut und verwaltet. Ursprünglich hatte der Landkreis Grafschaft Bentheim 37 Hektar landwirtschaftliche Nutzfläche erworben, die als Besitzvermögen in die Stiftung einflossen und als Ausgleichsfläche für den Bau der A 30 dienten. Das Gebiet des Naturschutzgebietes „Syen-Venn“ sowie die sonstigen, das Naturschutzgebiet umgebende, landwirtschaftlich genutzte Flächen, gehören dem Realverband der Syen-Venn-Interessenten. An diesem sind die Städte Bad Bentheim und Nordhorn sowie die Gemeinden Isterberg und Quendorf beteiligt. Die rund 254 Hektar großen, landwirtschaftlich genutzten Flächen des Realverbandes der Syen-Venn-Interessierten wurde 1995 unentgeltlich an die Stiftung Feuchtgebiet Syen-Venn verpachtet, um sie als Poolflächen für Kompensationsmaßnahmen vorhalten zu können. In der Folge wurde die Nutzung der Flächen im Interesse des Wiesenvogelschutzes vielfach extensiviert und Ackerflächen teilweise zu Grünland umgewandelt. Seit Juli 2016 ist das Gebiet von einer Verbotszone umgeben, in der das Errichten von Windkraftanlagen untersagt ist.
Der Name des Gebietes („Syen-Venn“ oder auch „Syenvenn“) lässt sich als „seichtes Moor“ interpretieren, was auf die relativ geringe Mächtigkeit des Moorkörpers hinweist.